# Peumerit-Quintin
Peumerit-Quintin è un comune francese di 164 abitanti situato nel dipartimento delle Côtes-d'Armor nella regione della Bretagna.

## Società

### Evoluzione demografica
Abitanti censiti